# Ypsilon Aurigae
Ypsilon Aurigae (υ Aurigae, förkortat Ypsilon Aur, υ  Aur) som är stjärnans Bayerbeteckning, är en ensam stjärna belägen i den mellersta delen av stjärnbilden Kusken. Den har en skenbar magnitud på 4,74 och är synlig för blotta ögat där ljusföroreningar ej förekommer. Baserat på parallaxmätning inom Hipparcosuppdraget på ca 6,2 mas, beräknas den befinna sig på ett avstånd på ca 520 ljusår (ca 160 parsek) från solen.

## Egenskaper
Ypsilon Aurigae är en röd till orange jättestjärna av spektralklass M0 III. Den har en radie som är ca 73 gånger större än solens och utsänder från dess fotosfär ca 937 gånger mera energi än solen vid en effektiv temperatur på ca 3 800 K.
Ypsilon Aurigae är en misstänkt variabel stjärna och befinner sig för närvarande på den asymptotiska jättegrenen, vilket innebär att den genererar energi i sin kärna genom fusion av helium. Dess uppmätta vinkeldiameter, efter korrigering för randfördunkling, är 4,24 ± 0,05 mas.